# فرانک ام یامادا
فرانک ام یامادا (انگلیسی: Frank M. Yamada؛ زادهٔ ۱ ژانویهٔ ۱۹۶۶) عنوان یک نسل سوم ژاپنی-آمریکایی (سانسی)، در حومه‌ای عمدتاً سفیدپوست و طبقه متوسط در جنوب کالیفرنیا بزرگ شد. او که در یک خانه بودایی بزرگ شد، در سن ۱۹ سالگی مسیحی شد. اگرچه او تحصیلات خود را در مقطع کارشناسی به عنوان رشته پیش پزشکی در دانشگاه کالیفرنیا، ارواین آغاز کرد، اما بعداً برای تحصیل در زمینه گرایش دین با تأکید بر کتاب مقدس به دانشگاه ونگارد منتقل شد او M.Div خود را به دست آورد. و دکترا (پی‌اچ‌دی) از مدرسه علمیه پرینستون و در کلیسای پرسبیتریان (ایالات متحده آمریکا) منصوب شده‌است.